# Alchemilla angustiserrata
Alchemilla angustiserrata är en rosväxtart som beskrevs av S. Fröhner. Alchemilla angustiserrata ingår i släktet daggkåpor, och familjen rosväxter. Inga underarter finns listade i Catalogue of Life.